# Magnus Resare
Anders Magnus Resare, född 31 mars 1987 på Lidingö, är en svensk politiker (moderat). Han är riksdagsledamot (statsrådsersättare) sedan 2022 för Värmlands läns valkrets.
Resare kandiderade i riksdagsvalet 2022 och blev ersättare. Han är statsrådsersättare för Pål Jonson sedan 18 oktober 2022. I riksdagen är Resare ledamot i socialförsäkringsutskottet sedan 2022 och suppleant i civilutskottet.